# Jonathan Ahdout
Jonathan Ahdout (Santa Monica, 18 marzo 1989) è un attore statunitense.
Ha debuttato al cinema nel 2003, a 13 anni quando venne scelto per interpretare Esmail, figlio di Ben Kingsley nel film La casa di sabbia e nebbia che lo rese molto noto.

## Filmografia parziale

### Cinema
- La casa di sabbia e nebbia (House of Sand and Fog), regia di Vadim Perelman (2003)
- American Gun, regia di Aric Avelino (2005)

### Televisione
- 24 – serie TV, 12 episodi (2005)
- The Unit – serie TV, un episodio (2007)

## Doppiatori italiani
Nelle versioni in italiano delle opere in cui ha recitato, Jonathan Ahdout è stato doppiato da:
- Alessio De Filippis in 24
- Davide Perino in La casa di sabbia e nebbia